# NINETEEN BLUE
『NINETEEN BLUE』（ナインティーン・ブルー）は、佐久間学の3枚目のアルバム。

## 内容
シングル「雨の遊園地」と同時発売になった本作は月光恵亮が全曲のプロデュース・共同作詞を担当した。アルバムタイトルの由来は発売当時が19歳だったためである。歌詞カードでは全体を通じて青系統のみになっている。

## 批評
CDジャーナルは「その音からはロックの激しさと切なさを自分なりに分かっている」と評する一方、作詞・作曲での共同制作が主だったこともあり、「これからはそれを基盤に自分だけの音作りをもっと模索してほしい」という要望も出た。

## 収録曲
全曲　作詞：月光恵亮・佐久間学　作曲：佐久間学・佐藤宣彦　編曲：佐藤宣彦・鷹羽仁（特記以外）
1. BYE BYE SCHOOL DAYS
2. SIGN YOUR NAME
3. 雨の遊園地
作曲：佐久間学
4. あの頃のまま
5. I WISH YOU'RE HERE -少年の夏-
6. RAIN RAIN DROPS (album ver.)
7. Mr. DARKNESS
8. WALKIN' IN THE WIND
9. 飛び続けたい
10. BAD NEWS IN MY BRAIN
11. NINETEEN BLUE

## レコーディング参加
- 佐久間学 - ボーカル・ギター
  - 神長弘一 - ギター
  - 森永淳哉 - ギター
  - 佐藤宣彦 - ギター・コーラス
  - 関雅夫 - ベース
  - 小森啓資 - ドラム
  - 鷹羽仁 - キーボード
  - 松浦晃久 - キーボード
  - 野澤大二郎 - キーボード
  - 松葉美保 - コーラス